# Campionato europeo maschile di pallacanestro 1995
Il 29º Campionato Europeo Maschile di Pallacanestro FIBA (noto anche come FIBA EuroBasket 1995) si è tenuto dal 21 giugno al 2 luglio 1995 ad Atene, in Grecia.
La rassegna continentale si è chiusa con la vittoria da parte dell'esordiente RF Jugoslavia (nata nel 1992 e legittima erede della ex-squadra jugoslava).
Questa edizione degli Europei è ricordata per l'abbandono del podio da parte della nazionale croata, arrivata terza, durante la consegna delle medaglie d'oro alla RF Jugoslavia. Si trattò di un atto di protesta dettato dalla tensione internazionale, in quanto ancora in corso le guerre nei Balcani e soprattutto il conflitto in Croazia. Alcuni dei giocatori presenti nelle due squadre come Divac e Paspalj da una parte, Kukoč e Rađa dall'altra, giocarono insieme nella ormai ex-selezione jugoslava ed erano tra i pilastri di quella generazione di fenomeni che trionfò all'Europeo del 1989 e al Mondiale del 1990.

## Sede delle partite
| Città | Impianto                     | Impianto | Capienza |
| ----- | ---------------------------- | -------- | -------- |
| Atene | O.A.K.A. Olympic Indoor Hall |          | 20.000   |

## Squadre partecipanti
Le prime quattro squadre di ciascun girone si qualificano per i quarti di finale.
Due gironi di qualificazione di 7 squadre:
| Girone A - Germania - Grecia - Italia - Israele - Jugoslavia - Lituania - Svezia | Girone B - Croazia - Finlandia - Francia - Russia - Spagna - Slovenia - Turchia |

## Gironi di qualificazione

### Gruppo A
| -  | Squadra    | P  | V-P | PF-PS   | Dif  |
| -- | ---------- | -- | --- | ------- | ---- |
| 1. | Jugoslavia | 12 | 6-0 | 490-411 | +79  |
| 2. | Lituania   | 11 | 5-1 | 513-442 | +71  |
| 3. | Grecia     | 10 | 4-2 | 448-430 | +18  |
| 4. | Italia     | 9  | 3-3 | 438-433 | +5   |
| 5. | Israele    | 8  | 2-4 | 419-417 | +2   |
| 6. | Germania   | 7  | 1-5 | 448-488 | -40  |
| 7. | Svezia     | 6  | 0-6 | 393-528 | -135 |

| Atene 21 giugno 1995 | Germania | 82 – 96 | Lituania |  |

| Atene 21 giugno 1995 | Israele | 71 – 73 | Italia |  |

| Atene 21 giugno 1995 | Grecia | 80 – 84 | Jugoslavia |  |

| Atene 22 giugno 1995 | Italia | 68 – 67 | Germania |  |

| Atene 22 giugno 1995 | Lituania | 89 – 73 | Grecia |  |

| Atene 22 giugno 1995 | Svezia | 62 – 87 | Israele |  |

| Atene 23 giugno 1995 | Jugoslavia | 70 – 61 | Lituania |  |

| Atene 23 giugno 1995 | Germania | 81 – 71 | Svezia |  |

| Atene 23 giugno 1995 | Grecia | 67 – 61 | Italia |  |

| Atene 24 giugno 1995 | Italia | 74 – 87 | Jugoslavia |  |

| Atene 24 giugno 1995 | Israele | 78 – 60 | Germania |  |

| Atene 24 giugno 1995 | Svezia | 68 – 86 | Grecia |  |

| Atene 26 giugno 1995 | Jugoslavia | 85 – 58 | Svezia |  |

| Atene 26 giugno 1995 | Grecia | 59 – 49 | Israele |  |

| Atene 26 giugno 1995 | Lituania | 80 – 69 | Italia |  |

| Atene 27 giugno 1995 | Israele | 59 – 72 | Jugoslavia |  |

| Atene 27 giugno 1995 | Svezia | 73 – 96 | Lituania |  |

| Atene 27 giugno 1995 | Germania | 79 – 83 | Grecia |  |

| Atene 28 giugno 1995 | Italia | 93 – 61 | Svezia |  |

| Atene 28 giugno 1995 | Jugoslavia | 92 – 79 | Germania |  |

| Atene 28 giugno 1995 | Lituania | 91 – 75 | Israele |  |

### Gruppo B
| -  | Squadra   | P  | V-P | PF-PS   | Dif  |
| -- | --------- | -- | --- | ------- | ---- |
| 1. | Croazia   | 12 | 6-0 | 534-464 | +70  |
| 2. | Spagna    | 10 | 4-2 | 499-473 | +26  |
| 3. | Russia    | 10 | 4-2 | 577-508 | +69  |
| 4. | Francia   | 10 | 4-2 | 496-466 | +30  |
| 5. | Slovenia  | 8  | 2-4 | 505-506 | -1   |
| 6. | Turchia   | 7  | 1-5 | 462-539 | -77  |
| 7. | Finlandia | 6  | 0-6 | 457-574 | -117 |

| Atene 21 giugno 1995 | Russia | 126 – 74 | Finlandia |  |

| Atene 21 giugno 1995 | Slovenia | 68 – 89 | Francia |  |

| Atene 21 giugno 1995 | Spagna | 85 – 70 | Turchia |  |

| Atene 22 giugno 1995 | Croazia | 91 – 83 | Slovenia |  |

| Atene 22 giugno 1995 | Francia | 65 – 85 | Russia |  |

| Atene 22 giugno 1995 | Finlandia | 74 – 87 | Spagna |  |

| Atene 23 giugno 1995 | Turchia | 81 – 79 | Finlandia |  |

| Atene 23 giugno 1995 | Spagna | 75 – 86 | Francia |  |

| Atene 23 giugno 1995 | Russia | 94 – 100 | Croazia |  |

| Atene 24 giugno 1995 | Francia | 90 – 76 | Turchia |  |

| Atene 24 giugno 1995 | Slovenia | 82 – 92 | Russia |  |

| Atene 24 giugno 1995 | Croazia | 80 – 70 | Spagna |  |

| Atene 26 giugno 1995 | Turchia | 68 – 90 | Croazia |  |

| Atene 26 giugno 1995 | Finlandia | 81 – 94 | Francia |  |

| Atene 26 giugno 1995 | Spagna | 88 – 85 | Slovenia |  |

| Atene 27 giugno 1995 | Slovenia | 93 – 74 | Turchia |  |

| Atene 27 giugno 1995 | Croazia | 92 – 77 | Finlandia |  |

| Atene 27 giugno 1995 | Russia | 78 – 94 | Spagna |  |

| Atene 28 giugno 1995 | Finlandia | 72 – 94 | Slovenia |  |

| Atene 28 giugno 1995 | Turchia | 93 – 102 | Russia |  |

| Atene 28 giugno 1995 | Francia | 72 – 81 | Croazia |  |

## Fase a eliminazione diretta

### Quarti di finale
| Atene 30 giugno 1995 | Russia | 71 – 82 | Lituania |  |

| Atene 30 giugno 1995 | Italia | 61 – 71 | Croazia |  |

| Atene 30 giugno 1995 | Grecia | 66 – 64 | Spagna |  |

| Atene 30 giugno 1995 | Francia | 86 – 104 | Jugoslavia |  |

### Semifinali
- 5º - 8º posto

| Atene 1º luglio 1995 | Italia | 80 – 70 | Russia |  |

| Atene 1º luglio 1995 | Francia | 74 – 75 | Spagna |  |

- 1º - 4º posto

| Atene 1º luglio 1995 | Jugoslavia | 60 – 52 | Grecia |  |

| Atene 1º luglio 1995 | Croazia | 80 – 90 | Lituania |  |

### Finali
- 7º - 8º posto

| Atene 2 luglio 1995 | Russia | 108 – 89 | Francia |  |

- 5º - 6º posto

| Atene 2 luglio 1995 | Italia | 82 – 75 | Spagna |  |

- 3º - 4º posto

| Atene 2 luglio 1995 | Grecia | 68 – 73 | Croazia |  |

- 1º - 2º posto

| Atene 2 luglio 1995 | Jugoslavia | 96 – 90 | Lituania |  |

## Classifica finale
| Campione d'Europa | Campione d'Europa | Campione d'Europa | Campione d'Europa |
| --- | ----------------- | --- | ----------------- |
| Jugoslavia4 Bodiroga, 5 Danilović, 6 Obradović, 7 Sretenović, 8 Paspalj, 9 Berić, 10 Đorđević, 11 Rebrača, 12 Divac, 13 Savić, 14 Tomašević, 15 Koturović, All. Dušan Ivković |                   | |                   |
| Argento | Lituania          | Lituania4 Chomičius, 5 Visockas, 6 Štombergas, 7 Timinskas, 8 Lukminas, 9 Krapikas, 10 Kurtinaitis, 11 Sabonis, 12 Karnišovas, 13 Marčiulionis, 14 Einikis, 15 Markevičius, All. Vladas Garastas   |                   |
| Bronzo | Croazia           | Croazia4 J.Vranković, 5 Perasović, 6 Komazec, 7 Kukoč, 8 Alanović, 9 Marić, 10 Žurić, 11 S.Vranković, 12 Gregov, 13 Mršić, 14 Rađa, 15 Pejčinović, All. Aza Petrović                               |                   |
| 4. | Grecia            | Grecia4 Mpakatsias, 5 Patavoukas, 6 Giannakīs, 7 Stavrakopoulos, 8 Sigalas, 9 Kakiousīs, 10 Alvertīs, 11 Oikonomou, 12 Aggelidīs, 13 Fasoulas, 14 Rentzias, 15 Christodoulou, All. Makīs Dendrinos |                   |
| 5. | Italia            | Italia4 Coldebella, 5 Gentile, 6 Magnifico, 7 Pittis, 8 Esposito, 9 Conti, 10 Abbio, 11 Fučka, 12 Pieri, 13 Frosini, 14 Carera, 15 Rusconi, All. Ettore Messina                                    |                   |
| 6. | Spagna            | Spagna4 Angulo, 5 Galilea, 6 Smith, 7 Orenga, 8 Rodríguez, 9 Laso, 10 Fernández, 11 Herreros, 12 Reyes, 13 Martínez, 14 A.Martín, 15 Murcia, All. Lolo Sainz                                       |                   |
| 7. | Russia            | Russia4 Karasëv, 5 Kudelin, 6 Domani, 7 Kisurin, 8 E. Pašutin, 9 Bazarevič, 10 Babkov, 11 Michajlov, 12 Fetisov, 13 Ivanov, 14 Panov, 15 Nosov, All. Sergej Belov                                  |                   |
| 8. | Francia           | Francia4 Forte, 5 Sonko, 6 Rigaudeau, 7 Hamm, 8 Bonato, 9 Ostrowski, 10 Occansey, 11 T. Gadou, 12 D. Gadou, 13 Butter, 14 Bilba, 15 Domon, All. Michel Gomez                                       |                   |
| 9. | Israele           | Israele4 Henefeld, 5 Fleisher, 6 Goodes, 7 Leaf, 8 Cohen, 9 Gordon, 10 Muchtary, 11 Sheffer, 12 Jamchi, 13 Baloul, 14 Arditti, 15 Daniel, All. Zvi Sherf                                           |                   |
| 10. | Germania          | Germania4 Freyer, 5 Rödl, 6 Koch, 7 Musch, 8 Wucherer, 9 Welp, 10 Öztürk, 11 King, 12 Gnad, 13 Nürnberger, 14 Okulaja, 15 Knörr, All. Vladislav Lučić                                              |                   |
| 11. | Svezia            | Svezia4 Håkanson, 5 Andersson, 6 C. Larsson, 7 Evers, 8 Gaddefors, 9 J. Larsson, 10 Lefwerth, 11 Blom, 12 Gehrke, 13 Marcus, 14 Lundahl, 15 Sahlström, All. Rolf Nilsson                           |                   |
| 12. | Slovenia          | Slovenia4 Horvat, 5 Tovornik, 6 Daneu, 7 Jeklin, 8 Kraljevič, 9 Zdovc, 10 Tušek, 11 Alibegović, 12 Milič, 13 Gorenc, 14 Kotnik, 15 Kunc, All. Zmago Sagadin                                        |                   |
| 13. | Turchia           | Turchia4 Konuk, 5 Türkcan, 6 Evliyaoğlu, 7 Ene, 8 Kutluay, 9 Erdenay, 10 Apaydın, 11 Topsakal, 12 Büyükaycan, 13 Oyguç, 14 Arıboğan, 15 Yıldırım, All. Çetin Yılmaz                                |                   |
| 14. | Finlandia         | Finlandia4 Kuisma, 5 Möttölä, 6 Markkanen, 7 Pehkonen, 8 Tuomala, 9 Larkio, 10 Marttinen, 11 Tahvanainen, 12 Luhtanen, 13 Lehtonen, 14 Klinga, 15 Niiranen, All. Henrik Dettmann                   |                   |

## Premi individuali

### MVP del torneo
- Šarūnas Marčiulionis

### Miglior quintetto del torneo
- Playmaker:  Šarūnas Marčiulionis
- Guardia tiratrice:  Toni Kukoč
- Ala piccola:  Fanīs Christodoulou
- Ala grande:  Vlade Divac
- Centro:  Arvydas Sabonis

### Statistiche individuali
- Miglior marcatore:  Šarūnas Marčiulionis
- Miglior rimbalzista:  Arvydas Sabonis
- Miglior assist-men:  Toni Kukoč